# والتر پورتر (دونده)
والتر پورتر (انگلیسی: Walter Porter; ۳۰ فوریهٔ ۱۹۰۳ – ۳ اوت ۱۹۷۹) ورزشکار دو و میدانی اهل بریتانیا بود.
وی در مسابقات کشوری و بین‌المللی در مجموع برندهٔ ۱ مدال نقره شده‌است.